# 1047
El 1047 (MXLVII) fou un any comú començat en dijous del calendari julià.

## Esdeveniments
- Harald III venç els seus rivals, es proclama rei de Noruega i funda el port d'Oslo.
- Benet IX, nou Papa.
- Polèmica sobre la llei musulmana entre Ibn Hazm i al-Baxí a Mayurqa